# Paimpont
Paimpont is een gemeente in het Franse departement Ille-et-Vilaine in de regio Bretagne. De plaats maakt deel uit van het arrondissement Rennes. Paimpont telde op 1 januari 2022 1.778 inwoners.
Paimpont geeft zijn naam aan het forêt de Paimpont, een bos van 9.000 hectare dat zich uitstrekt over drie departementen.
Het dorp leeft vooral van het toerisme, dat door dit bosgebied, dat bekend is door de legenden rondom koning Arthur, wordt aangetrokken.

## Geografie
De oppervlakte van Paimpont bedroeg op 1 januari 2022 110,28 vierkante kilometer; de bevolkingsdichtheid was toen 16,1 inwoners per km².

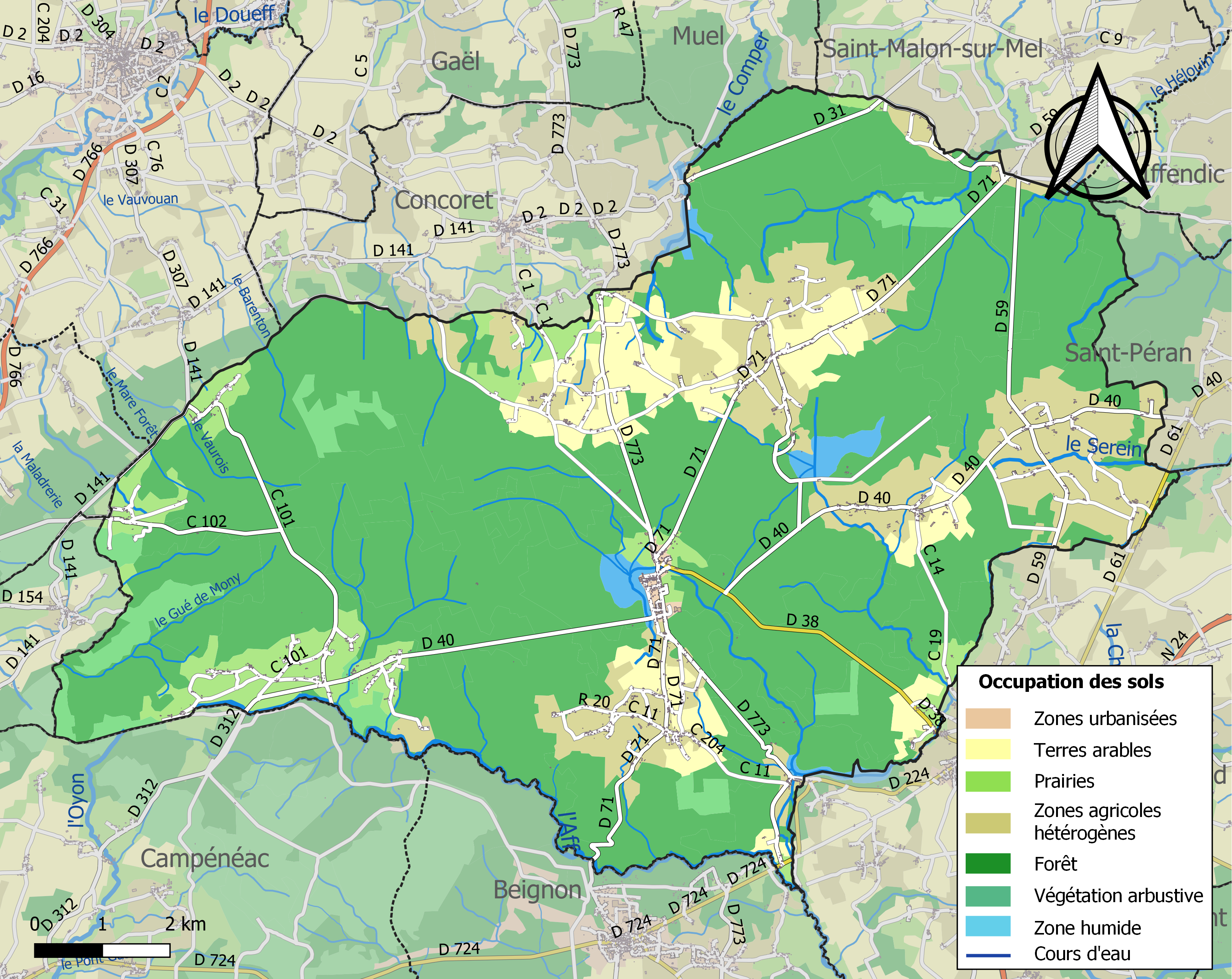
Kaart van de gemeente met belangrijkste infrastructuur, bodemgebruik en omliggende gemeenten

## Demografie
Onderstaande figuur toont het verloop van het inwonertal, bron: INSEE-tellingen. 